# Skarvsjön, Gästrikland
Skarvsjön är en sjö i Gävle kommun i Gästrikland och ingår i Hamrångeån-Testeboåns kustområde. Sjön har en area på 1,45 kvadratkilometer och ligger 45 meter över havet.

## Delavrinningsområde
Skarvsjön ingår i det delavrinningsområde (674149-156682) som SMHI kallar för Utloppet av Skarvsjön. Medelhöjden är 57 meter över havet och ytan är 15,02 kvadratkilometer. Räknas de 4 avrinningsområdena uppströms in blir den ackumulerade arean 53,49 kvadratkilometer. Avrinningsområdets utflöde Björkeån (Dammån) mynnar i havet. Avrinningsområdet består mestadels av skog (82 procent). Avrinningsområdet har 1,46 kvadratkilometer vattenytor vilket ger det en sjöprocent på 9,7 procent.